# Mesochorus anglicus
Mesochorus anglicus là một loài tò vò trong họ Ichneumonidae.